# Василючек, Владислав Игоревич
Владислав Игоревич Василючек (бел. Уладзіслаў Ігаравіч Васілючак; род. 28 марта 1994, Ли́да, Гродненская область) — белорусский футболист, вратарь. Выступал за молодёжную сборную Беларуси.

## Карьера

### Клубная
Воспитанник лидской ДЮСШ, с 2011 года стал выступать за дубль гродненского «Немана». С сезона 2013 окончательно закрепился в качестве третьего вратаря, играл за дубль, однако долгое время не получал возможности дебютировать в основной команде.
По окончании сезона 2014 «Неман» покинули основные вратари — Александр Сулима и Марюс Рапалис. В результате, сезон 2015 Василючек начал уже в качестве основного вратаря «гродненцев». 21 марта 2015 года дебютировал в основном составе «Немана» в четвертьфинальном матче Кубка Беларуси против БАТЭ (0:1). Позднее стал уступать место в основе Сергею Курганскому. 22 августа 2015 года Василючек пропустил 7 мячей в матче против БАТЭ (итоговый счет 1: 7), после чего больше не появлялся на поле в сезоне 2015.
В начале 2016 года проходил просмотр в самарский клуб «Крылья Советов», который не завершился подписанием контракта. В результате Василючек вернулся в Гродно, но новый контракт не подписывал, так как хотел иметь прочную игровую практику, которую тренерский штаб клуба не мог гарантировать. Руководство «Немана» планировала отдать Василючека в аренду в «Лиду», однако в лидском клубе уже сделали ставку на других исполнителей. 7 апреля 2016 подписал новый контракт с «Неманом» до конца 2018 года, а 15 апреля был отдан в аренду «Сморгони» до конца сезона 2016. В июле 2016 года перебрался в микашевичский «Гранит», где стал основным вратарем, но не сумел спасти клуб от вылета в Первую лигу. По окончании сезона 2016 вернулся в Гродно.
В декабре 2016 года снова был отдан в аренду, на этот раз в «Городею». Начинал сезон 2017 вторым вратарем, позже стал чередоваться на поле с Николаем Романюком. По окончании сезона в ноябре 2017 вернулся в «Неман». В декабре продлил контракт с «Неманом» на два года и снова был отдан в аренду в «Городею».
В марте 2019 на правах аренды присоединился к «Лиде», где стал основным вратарем. В июле того же года перебрался в «Ислочь». В «Ислочи» был вторым вратарем и привлекался к дублю.В январе 2020 года в статусе свободного агента подписал контракт с «Ислочью».
В январе 2022 года покинул «Ислочь». Спустя некоторое время вернулся в гродненский «Неман». Первый матч за клуб сыграл 16 июня 2022 года против могилёвского «Днепра». С августа 2022 года стал основным вратарём клуба.
В январе 2023 года футболист тренировался с казахстанским клубом «Кызыл-Жар». Вскоре гродненский «Неман» официально сообщил, что игрок покинул клуб по истечении срока действия контракта. В марте 2023 года футболист стал игроком «Слуцка». Дебютировал за клуб в  матче Кубка Беларуси 5 марта 2023 года против мозырской «Славии». Первый матч за клуб в чемпионате сыграл 19 марта 2023 года против «Энергетика-БГУ». В июле 2023 года покинул клуб.
В июле 2023 года футболист присоединился к азербайджанскому клубу «Кяпаз». В феврале 2024 года футболист покинул азербайджанский клуб. Впоследствии перешел в казахстанский «Туран». В январе 2025 года, расставшись с ним, подписал соглашение с казахстанским SD Family из медиалиги.
В июле 2025 года стал футболистом «Сморгони» из белорусской высшей лиги.

### Международная
Летом 2013 года выступал за младшую молодёжную сборную Беларуси (до 20 лет) на международном турнире в Испании.
9 сентября 2013 года дебютировал в молодёжной сборной Беларуси в отборочном матче чемпионата Европы против Франции. С тех пор стал основным вратарем молодёжной сборной.

## Статистика
| Сезон    | Дивизион | Клуб                | Страна        | Матчи | Голы |
| -------- | -------- | ------------------- | ------------- | ----- | ---- |
| 2011     | дубль    | Неман (Гродно)      | Флаг Беларуси | 5     | -8   |
| 2012     | дубль    | Неман (Гродно)      | Флаг Беларуси | 17    | -21  |
| 2013     | дубль    | Неман (Гродно)      | Флаг Беларуси | 10    | -11  |
| 2014     | дубль    | Неман (Гродно)      | Флаг Беларуси | 16    | -15  |
| 2015     | Д1       | Неман (Гродно)      | Флаг Беларуси | 10    | -20  |
| 2016 (1) | Д2       | Сморгонь            | Флаг Беларуси | 5     | -4   |
| 2016 (2) | Д1       | Гранит (Микашевичи) | Флаг Беларуси | 9     | -20  |
| 2017     | Д1       | Городея             | Флаг Беларуси | 13    | -18  |
| 2018 (1) | Д1       | Городея             | Флаг Беларуси | 2     | -3   |
| 2018 (2) | Д1       | Неман (Гродно)      | Флаг Беларуси | 1     | -3   |
| 2019 (1) | Д2       | Лида                | Флаг Беларуси | 13    | -11  |
| 2019 (2) | дубль    | Ислочь              | Флаг Беларуси | 3     | -3   |
| 2020     | Д1       | Ислочь              | Флаг Беларуси | 1     | -2   |